# Слонем, Хант
Хант Слонем (англ. Hunt Slonem; наст. имя англ. Hunt Slonim — Хант Слоним, род. 18 июля 1951, Киттери, США) — американский живописец и скульптор, всемирно известный своими красочными картинами тропических птиц, написанных с натуры. В его мастерской, размером более 3700 кв. м, располагается его личный авиарий, где в разное время находятся от 30 до 100 экзотических птиц различных видов. Произведения Слонема представлены в более чем 80 музеях изобразительного искусства; его персональные выставки регулярно проводятся в крупнейших музеях и галереях мира.

## Образование
- 1967—1968 Университет Вандербильта, Нашвилл, Теннесси
- 1968—1969 Университет Америк, Пуэбла, Мексика
- 1969—1973 Тулейнский университет, Новый Орлеан, Луизиана, США
- 1972—1973 Школа живописи и скульптуры, Скаухиген, штат Мэн, США

## Биография
Хант Слонем родился в Киттери, штат Мэн, в 1951 году, в зажиточной семье, где он был старшим из четырёх детей. Его отец был офицером Американских военно-морских сил, а мать вела домашнее хозяйство и занималась волонтёрской деятельностью. Следуя за отцом, семья Слонема часто переезжала из города в город, и в юные годы будущий художник жил в штате Вашингтон, на Гавайских островах, в Калифорнии, Коннектикуте и Вирджинии. Любовь к живописи Слонему привил его дед — чиновник в сфере народного образования и художник-любитель. «Я вырос в художественной среде: мои родители сами баловались живописью. Ещё ребёнком мне подарили краски, и буквально с первого класса я хотел стать художником». — рассказал Слонем интернет-журналу Art Interview. Младший брат Ханта, Джеффри Слоним — известный американский журналист и редактор популярного журнала Interview.
Ещё будучи учеником средней школы, шестнадцатилетний Слонем принял участие в программе студенческих обменов и провёл 6 месяцев в Манагуа, столице Никарагуа. По возвращении в США, он поступил в Университет Вандербильта в Нашвилле, но на следующий год перевёлся в мексиканский Университет Америк. Степень бакалавра искусств факультета живописи и истории искусства Слонем получил в Тулейнском университете, в Новом Орлеане. Однако наибольшее влияние на дальнейшую карьеру художника оказали курсы повышения квалификации в престижной Академии живописи и скульптуры в Скаухигене, штат Мэн, где Слонем познакомился и подружился с такими мастерами американского искусства, как Луиза Невельсон, Алекс Кац, Ричард Эстес и Джек Левин. Примерно в это же время, из соображений, связанных с нумерологией, Слонем поменял в своей фамилии букву «и» на букву «e» и в 1973 году переехал на Манхэттен, где он и живёт по сей день.

## Творчество
Всю мою жизнь можно суммировать одним словом – „экзотика“.
 -Хант Слонем.
Творческая карьера Слонема началась в Нью-Йорке, в середине 1970-х. Однажды, когда начинающий художних подрабатывал уроками живописи в Доме для престарелых, ему позвонила приятельница — художница Дженет Фиш, известная в США своими реалистическими натюрмортами. Она сообщила ему, что уезжает на всё лето, и предложила на три месяца свою мастерскую бесплатно. Слонем немедленно согласился; вскоре он получил грант для живописцев от монреальского фонда Elizabeth Greenshields и полностью погрузился в живопись. Его первая персональная выставка состоялась в нью-йоркской Harold Reed Gallery в 1977 году, вслед за которой последовала инсталляция в престижной манхэттенской Fischbach Gallery. Ждать успеха у критиков Слонему пришлось недолго, и вскоре он познакомился и был принят в окружение таких представителей американской творческой элиты, как Энди Уорхол, Лайза Миннелли, Сильвия Майлз и Трумен Капоте.
Несмотря на то, что жизнь Слонема протекала в центре Манхэттена, он сохранил своё влечение к экзотике, в особенности к тропическим птицам и разнообразным видам бабочек, которые он впервые увидел в изобилии в Никарагуа. Эти темы Слонем систематически развивал в своих произведениях. Он прославился своими гризайлями, изображающими птиц в клетках, часто выполненных в технике алла прима. «Остроумная формалистическая стратегия Слонема, — отметила главный художественный критик New York Times Роберта Смит, — переплести между собой образы в картинах так, что их бывает трудно распознать; при этом он окутывает их бледным, приглушённым светом, что придаёт им истинную прелесть. Наверное, так выглядели бы картины Джозефа Корнелла, если бы он занимался живописью». Птицы также стали сюжетом крупнейшего по своему формату произведения Слонема — фрески размером в 2 метра на 26 метров, выполненной им в 1995 году для фойе популярного ресторана Bryant Park Grill в Нью-Йорке. Согласно влиятельному журналу New Yorker, «наиболее значительным аспектом интерьера [ресторана] является 86-ти футовая фреска художника Ханта Слонема, изображающая сотни птиц, похожих на тех, которые обитают в его мастерской».
В произведениях Слонема, как в живописи, так и в скульптуре, преобладают темы природы. Его холсты, часто написанные густыми мазками, отличаются обилием ярких масляных красок. Другой значительный элемент его картин — решётка, процарапанная краем кисти и добавляющая холстам фактуру. Картины Слонема демонстрируют серьёзный интерес художника к комплексным проблемам поверхности холста, а также плотности и сжатию красок. Сам же он заявил, что рисует решётку с целью придать картинам «ощущение гобелена или вышивки. Мои краски сливаются одна с другой. Я процарапываю решётку, чтобы свет приникал вглубь. Таким образом, вместо одного слоя краски можно разглядеть все пять». Слонем часто прячет свои образы за такой решёткой, благодаря чему «их контуры становятся расплывчатыми, и это лишь подчёркивает осязательные качества краски».
Видное место в творчестве художника занимает цикл произведений под названием «Кролики», над которым он работает с начала 1980-х годов. Идея этого критически успешного цикла пришла Слонему в голову, когда он узнал, что родился в год Кролика — четвёртого знака по китайскому гороскопу. С этого момента и на протяжении более тридцати лет, он работает над этой темой и часто выставляет картины из этого цикла в художественных музеях.
Большой успех имеет также и портретная галерея Слонема, в особенности широко известные портреты Абрахама Линкольна. Образ героического американского президента, положившего начало эмансипации рабов, привлекает Слонема не только как художника, но и как любителя истории и коллекционера меморабилии. «В кабинете Мэрилин [Монро] на столе стояли две фотографии: одна её матери, а другая — Линкольна», — рассказал Слонем в беседе с корреспондентом Interview. По мнению Interview, «портреты Линкольна в исполнении Слонема носят глубоко личный характер, и, как это ни странно, можно почувствовать, что ему близок этот давно умерший человек».
B подавляющем большинстве своих картин Слонем использует приём многократного повторения образов: птиц, бабочек, кроликов. По мнению Генри Гелдцалера, влиятельного американского искусствоведа и хранителя коллекции искусства XX века Метрополитен-музея в Нью-Йорке, этот приём, переходящий для Слонема в обсессию, выражает желание художника «методически исследовать пост-кубистские абстракции».. Повторение образов также отражает влияние на Слонема поп-арта и, в особенности, искусства Энди Уорхола, что не отрицает и сам художник. «Повторение образов Мэрилин или бутылок „Кока-колы“ повлияли на моё творчество, — отметил Слонем в интервью журналу Interview, — однако мои повторения скорее символизируют рефрены в молитве… Я вижу в этом богопочитание».

## Персональные выставки
Начиная с 1977 года, персональные выставки Ханта Слонема состоялись как в престижных частных галереях современного искусства, так и в музеях во многих странах мира, в том числе в Европе и на Западном побережье США в Галерее Марлборо (Marlborough Gallery), а на Восточном побережье — в Галерее Сержа Сорокко (Serge Sorokko Gallery). Выставки Слонема также успешно прошли в Мадрасе, Кито, Венеции, Густавии, Сан-Хуане, Гватемале, Париже, Стокгольме, Мадриде, Осло, Кёльне, Токио и Гонконге, среди прочих столиц мира. Инсталляции Слонема были выставлены в более тридцати музеях мира, включая Museo Diocesano d’arte sacra Sant’Apollonia в Италии в 1986 г., Художественный музей Олбани в США в 2007 г., Стамбулский музей современного искусства в Турции в 2007 г., Художественный музей Сальвадора в Сан-Сальвадоре в 2010 г., Национальную галерею зарубежного искусства в Болгарии в 2010 г., Александрийский музей искусства в США в 2011 г., Художественный музей Полка во Флориде в 2012 г., Московский музей современного искусства в 2015 г. и др.
Среди многочисленных частных коллекционеров Слонема СМИ отмечают непропорционально большое количество голливудских звёзд. Согласно San Francisco Chronicle, «Картины Слонема привлекают многих [голливудских] коллекционеров искусства, включая Шэрон Стоун, Джину Гершон, Брук Шилдс, Джулианну Мур, Мэнди Мур, Кейт Хадсон, и Джей Ло». «Я большая поклонница Ханта, — заявила Брук Шилдс американской газете Daily Front Row. — Его картины экстравагантно игривы, но ничуть не слащавы». В 2012 году, в мартовском номере популярного американского журнала Architectural Digest опубликованы фотографии манхэттенского дома Брук Шилдс, в гостиной которого на видном месте висят три картины Слонема из цикла «Кролики».

## Публичные коллекции (частичный список)
| - Национальная галерея искусства, Вашингтон, США. - Музей изящных искусств, Бостон, США. - Бруклинский музей, Бруклин, США. - Музей современного искусства, Париж, Франция. - Фонд Жоана Миро, Барселона, Испания. - Würth Museum, Кюнцельзау, Германия. - İstanbul Modern Sanat Müzesi, Стамбул, Турция. - Museo de Arte de El Salvador, Сан-Сальвадор, Сальвадор. - Метрополитен-музей, Нью-Йорк, США. - Музей американского искусства Уитни, Нью-Йорк, США. - Музей Соломона Гуггенхайма, Нью-Йорк, США - Smithsonian American Art Museum, Вашингтон, США. |

## Личная жизнь
Хант Слонем никогда не был женат и не имеет детей. До середины 2010 года, он жил и работал в Манхэттене, в 89-ти комнатной мастерской величиной в 3700 кв.м. В 2010 году, Слонем переехал в новую художественную мастерскую величиной в 1400 кв.м., разделённую на множество небольших помещений, которые художник выкрасил в яркие изумрудно-зелёные, красные, голубые и жёлтые тона. Здесь же разместилась его огромная коллекция разного антиквариата, в большом числе купленного на мировых аукционах и блошиных рынках. В коллекции Слонема — редкие неоготические стулья, импозантные шёлковые цилиндры и мраморные бюсты Марии-Антуанетты. По словам художника, эти экспонаты — его «друзья», и чем их больше, тем лучше. «Окружение этих предметов для меня просто необходимо», — признался Слонем в интервью журналу New York Magazine.

## Интересные факты
- В 2008 году, немецкая автомобилестроительная компания Audi заказала Слонему дизайн экстерьера для спортивного купе Audi A5. Основываясь на сюжете одной из своих картин, Слонем расписал экстерьер автомобиля, названного фирмой в честь художника Hunt Slonem Audi A5. Уникальная машина была выставлена в крупнейших городах США, а затем продана на благотворительном аукционе в Нью-Йорке. Все деньги от продажи редчайшего спортивного купе фирма Audi пожертвовала на онкологические исследования.
- Хант Слонем является владельцем двух исторически важных плантаций в Луизиане. На одной из них расположен памятник архитектуры — особняк, подаренный американским правительством маркизу де Ла Файету в 1832 году в знак благодарности за его содействие в заключении договора о Луизианской покупке.[31]